# Франкфурт, Самуил Григорьевич
Самуил Григорьевич Франкфурт (3 сентября 1904, Киев — 1976, Москва) — советский организатор производства. Генерал-майор инженерно-артиллерийской службы (1944).

## Биография
В 1927 году окончил Ленинградский химико-технологический институт. От 1928 года в Красной армии. Начальник строительства Кузнецкого металлургического комбината, затем инженер и начальник производства на заводе боеприпасов. С 1937 года главный инженер химического комбината Наркомата боеприпасов, в 1944—1947 годах начальник главного управления этого Наркомата (Министерства).
С 1947 года в запасе, до 1970 года — инженер на предприятиях химической промышленности.
Лауреат Сталинской премии. Награждён четырьмя орденами.
Автор книги «Рождение стали и человека» (1935).